# Libro blanco sobre el pleno empleo en Australia

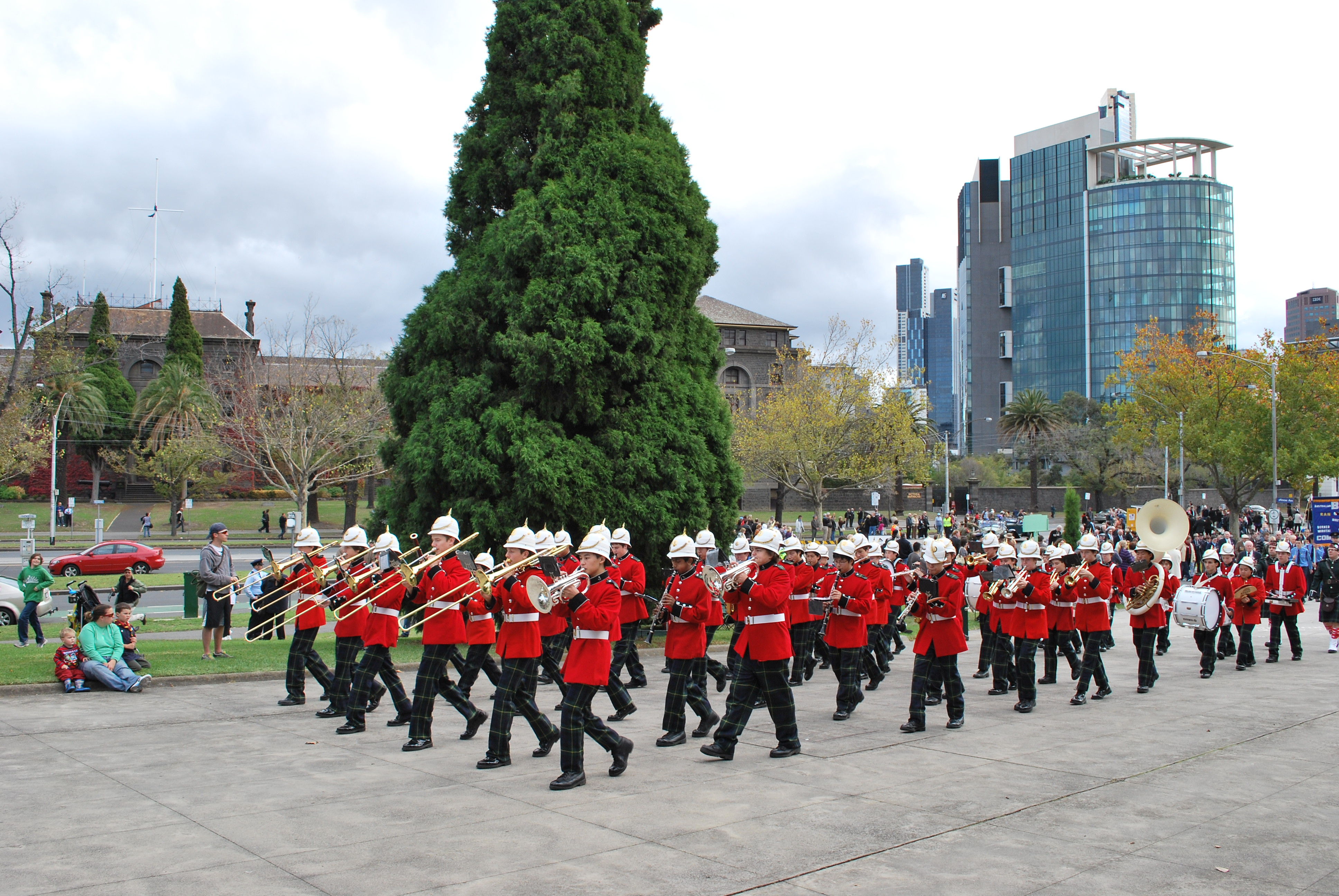
Desfile en Melbourne, Australia, con ocasión del día de los veteranos de 2009

El Libro blanco sobre el pleno empleo en Australia fue el documento definitorio de la política económica en Australia para los 30 años entre 1945 y 1975. Por primera vez, el Gobierno australiano aceptó la obligación de garantizar el pleno empleo y de intervenir cuando fuera necesario para mantenerlo. La preparación de este libro blanco fue ordenada por el primer ministro, del Partido Laborista Australiano, John Curtin, y su ministro de empleo, John Dedman, y emprendida por un grupo de economistas al mando de H.C. Coombs.
Las dispares experiencias de la Gran Depresión y la Segunda Guerra Mundial convencieron al Partido Laborista Australiano de que los gobiernos podían y debían intervenir en la economía para conseguir el pleno empleo. La introducción de este libro blanco lo resumía de la siguiente forma:
Pese a la necesidad de más casas, comida, equipamiento y cualquier otro tipo de producto, antes de la guerra no todas las personas que deseaban trabajar fueron capaces de encontrar empleo o sentir seguridad en su futuro. De media, durante los veinte años entre 1919 y 1939, más de un décimo de los hombres y las mujeres que deseaban trabajar se encontraban desempleados. En el peor periodo de la depresión, mucho más del 25 por ciento quedaron en situación improductiva. En cambio, durante la guerra no se ha permitido que obstáculos financieros o de otro tipo impidan satisfacer la necesidad de producción extra al límite de nuestros recursos.
Las ideas básicas tras este libro blanco fueron las expuestas por John Maynard Keynes en su libro Teoría general del empleo, el interés y el dinero (1936). Los contemporáneos neoclásicos de Keynes sostenían que la economía se autocorregía naturalmente. Salvo que los salarios reales se mantuvieran por encima de su nivel de mercado por la acción sindical o la normativa legal, el paro solo podría ser un fenómeno a corto plazo y, de producirse, sería absorbido enseguida. Los economistas neoclásicos de entonces llegaron a la misma conclusión que los fundamentalistas de hoy —que la intervención del Estado en la economía para reducir el paro, a la larga solo empeoraría la situación. La primera contribución de Keynes, y quizás la más importante, fue mostrar que, en ausencia de intervención estatal, la economía podía permanecer en niveles altos de paro durante periodos indefinidamente largos.
Además de demostrar la posibilidad de un equilibrio económico con desempleo, Keynes proporcionó un análisis de las causas de paro periódico y la base de políticas para combatirlo. Keynes argumentó  que las recesiones y las depresiones ocurrían porque la economía se desestabilizaba por fluctuaciones en la demanda privada, y particularmente en los niveles de inversión. Para simplificar, el remedio que defendía era que los gobiernos aumentaran su propia demanda en periodos de depresión, particularmente a través de obras públicas. El aumento de ingresos generado por los salarios de los trabajadores que realizarían estas obras se trasladaría a la demanda de otros bienes y servicios, estimulando así al sector privado. 
Este libro blanco también acentuó la importancia de lo que ahora se conoce como renta mínima de inserción.
En Australia, una contribución significativa al nivel de vida se ha hecho en el pasado, y continuará haciéndose, a través de buenos servicios sociales. Algunos de ellos en forma de pagos directos, como pensiones de invalidez, vejez o viudedad, o dinero para cuidados infantiles. Otros en forma de servicios proporcionados por gobiernos y autoridades públicas, como educación, salud , guarderías y bibliotecas. (p12)
Tras finalizar hacia 1970 el auge económico de la posguerra, las ideas de este libro blanco fueron gradualmente desplazadas por políticas alternativas en las que se abandonó el compromiso con el pleno empleo.